# Атчабаров, Картабай
Картабай Атчабаров (1882 год, село Уюк, Аулиеатинский уезд, Сырдарьинская область, Туркестанский край, Российская империя — 1965, Казахская ССР) — заведующий коневодством колхоза имени Чкалова Таласского района Джамбулской области, Казахская ССР. Герой Социалистического Труда (1948).

## Биография
Родился в 1882 году в крестьянской семье в селе Уюк Аулиеатинского уезда. Происходит из племени ысты. Осиротев в десятилетнем возрасте, вынужден был батрачить. Во время коллективизации Таласской долины участвовал в раскулачивании баев. Был одним из организаторов колхоза имени Ельтая (позднее — колхоз имени Чкалова) Таласского района. Трудился в этом же колхозе табунщиком.
С 1936 года — заведующий колхозной коневодческой фермы, в которой в первые годы содержалось 34 лошадей. Занимался племенной работой лошадей карабаирской породы. Для улучшения характеристик местной лошади использовал производителей будённовской породы. Под его руководством за десять лет с 1937 по 1947 год поголовье колхозного табуна увеличилось в 12 раз. В 1948 году поголовье табуна достигло 806 голов. В 1947 году было выращено 158 жеребят от 158 кобыл. За получение высокой продуктивности животноводства в 1947 году удостоен звания Героя Социалистического Труда указом Президиума Верховного Совета СССР от 23 июля 1977 года с вручением ордена Ленина и золотой медали «Серп и Молот» (№ 2513).
Этим же указом званием Героя Социалистического Труда были награждены председатель колхоза Байкошкар Мусиралиев, труженики колхоза имени Чкалова Дадебай Байконусов и Тилеп Кыдырбаев.
В 1948 году избирался депутатом областного Джамбульского и в другие годы — депутатом районного совета народных депутатов. В последующие годы колхозная конеферма ежегодно перевыполняла план по развитию коневодства. В 1953 году на ферме было выращено 245 жеребят от 245 кобыл.
В 1955 году участвовал во всесоюзной выставке ВДНХ.
В 1958 году вышел на пенсию.
Сочинения
- Как я вырастил без отхода 610 жеребят, Казахстанская правда, 1947, 29 августа

Награды
- Герой Социалистического Труда
- Орден Ленина
- Орден Трудового Красного Знамени